# Club Atlètic de Madrid
El Club Atlético de Madrid, també conegut en català com a Club Atlètic de Madrid, és un club de futbol espanyol, de la ciutat de Madrid. Va ser fundat el 26 d'abril de 1903 i juga a la Primera divisió de la Lliga espanyola de futbol. El seu estadi és el Riyadh Air Metropolitano. Des de 1911, en què va començar a vestir samarreta blanc-i-vermella, el vermell i el blanc són els colors que identifiquen el club. La disposició d'aquests colors a les samarretes els va valer el sobrenom de «matalassers».
Encara que ha tingut seccions en altres modalitats esportives, la seva activitat principal ha estat i és el futbol, esport en el qual el primer equip de l'entitat competeix a la Lliga Espanyola de primera divisió. En l'actualitat, i a més d'equips en diferents categories de futbol base, compta amb un equip femení, el Club Atlético de Madrid Femení i només amb una secció d'una altra modalitat esportiva: la de rugbi. Anteriorment havia tingut una important secció d'handbol.
És el quart club espanyol amb més títols oficials de futbol, el tercer en nombre de lligues guanyades i un dels tres equips espanyols que alguna vegada han guanyat la Copa Intercontinental o el seu trofeu successor, la Copa Mundial de Clubs de la FIFA (malgrat que no ha guanyat mai la Copa d'Europa, l'Atlético de Madrid va disputar i va acabar guanyant la Copa Intercontinental de 1974 a causa que l'FC Bayern de Múnic, club que es va proclamar campió de la Copa d'Europa de 1974 enfront de l'Atlético de Madrid i que, per tant, era el club que havia de disputar la Intercontinental, va renunciar-hi), i ha assolit vuit títols internacionals, entre els quals es troba l'esmentada Copa Intercontinental, una Recopa d'Europa, tres Lliga Europa de la UEFA (torneig successor de la Copa de la UEFA) i tres Supercopes d'Europa. Al seu torn, el club ha obtingut vint-i-cinc títols nacionals, amb onze Lligues, deu Copes del Rei i dues Supercopes d'Espanya, conjuntament amb tres títols antecessors d'aquesta última.
Després de guanyar la Lliga 2013-14 està situat a la tercera posició de la classificació històrica de la primera divisió espanyola.
Fundat el 1903 com a club esportiu, va mantenir aquesta estructura fins que la legislació espanyola va obligar a la seva transformació com a societat anònima esportiva el 1992.
Des de l'any 2003, el president de l'entitat és el productor cinematogràfic Enrique Cerezo, qui va arribar a l'Atlético de la mà de Jesús Gil el 1987 com a vicepresident del club, càrrec que va ocupar durant 16 anys, fins al seu nomenament com a president el 2003. Aquest mateix any, el 2003, tant Jesús Gil com Enrique Cerezo van ser condemnats penalment per l'Audiència Nacional en quedar provat, en l'anomenat Cas Atlético, que van cometre un delicte d'apropiació indeguda del club en ensenyorir-se del 94,5% del capital social de l'entitat sense cap desemborsament de diners durant el procés de constitució d'aquest en societat anònima esportiva el 1992; no obstant això, la condemna finalment no va poder aplicar-se a causa que el Tribunal Suprem, el 2004, va determinar que l'Audiència Nacional va incórrer en un defecte de forma en l'emissió de la sentència condemnatòria, de manera que, a conseqüència d'això, el delicte comès, jurídicament, va passar a quedar prescrit, la qual cosa va significar que ni els hereus de Jesús Gil (al moment de la publicació de la sentència del Tribunal Suprem, Jesús Gil ja havia mort) ni Enrique Cerezo van haver de retornar les 236.056 accions adquirides fraudulentament.
També des de l'any 2003, Felip VI, actual rei d'Espanya, és president d'honor del club.
Disputa els seus partits com a local des de 1966 a l'Estadi Vicente Calderón, recinte situat en el districte madrileny d'Arganzuela, amb una capacitat de 54.907 espectadors. En l'actualitat està en construcció un nou estadi amb capacitat per 72.000 espectadors, en el qual jugarà els seus partits a partir de l'any 2017.
L'Atlético de Madrid compta amb més de 90.000 socis i 766 penyes repartides per tot el món, de les quals 725 són espanyoles, sent el tercer equip de l'estat en aquest tema. Segons l'enquesta duta a terme pel CIS el juny de 2014, l'Atlético de Madrid és el tercer club de futbol en percentatge de simpatitzants a Espanya (6,1 %), situant-se únicament per darrere del Reial Madrid CF (37,9 %) i del FC Barcelona (25,4 %).
L'Atlético de Madrid ocupa el 15è lloc a la llista de clubs europeus amb més ingressos, sumant la quantitat de 187,1 milions d'euros i sent així el tercer club espanyol després del Reial Madrid i del FC Barcelona. De cara a promocionar la «marca Atlético de Madrid», ha establert diverses aliances estratègiques amb clubs de futbol de diversos països, sota l'epígraf A Team for the World.
Disputa cada any el derbi madrileny davant el Reial Madrid, equip de la mateixa ciutat amb qui manté una gran rivalitat històrica.

## Història
El 26 d'abril de 1903, un grup d'estudiants madrilenys i biscaïns va decidir fundar un equip filial de l'Athletic Club de Bilbao, el qual es va anomenar Athletic Club Sucursal de Madrid. Tots dos clubs no es podien enfrontar en partits oficials en ser considerats el mateix club. El primer president de l'Athletic Club de Madrid va ser Enrique Allende, que el mateix any va deixar el càrrec sent substituït per Eduardo de Acha.
El 2 de maig de 1903, l'Athletic de Madrid va jugar el seu primer partit, disputat entre els socis del club. El partit va ser arbitrat pel tresorer del club, Enrique Goiri.
Abans de deixar el càrrec de president, Eduardo d'Acha va redactar un estatut per a obtindre personalitat jurídica, segons la llei d'associacions del 30 de juny de 1887. Així, el 20 de febrer de 1907, el club es va desvincular oficialment de l'Athletic Club de Bilbao per a inscriure's al registre d'associacions. Acha va dimitir de manera voluntària, obligant a renovar la Junta Directiva, sent escollit com a president Ricardo de Gondra.
El 1909 Ramón de Cárdenas va assumir la presidència de la Junta Directiva, al capdavant d'una delicada situació financera del club.
El 1912 va assumir la presidència Julián Ruete. Sota el seu mandat, l'Athletic de Madrid va aconseguir la seva primera final.
El 1919 va assumir la presidència Álvaro de Aguilar, encara que un any després va tornar novament Julián Ruete. Durant el mandat de Ruete es va inaugurar l'Stadium Metropolitano, el 13 de maig de 1923, amb un partit entre l'Athletic de Madrid i la Reial Societat, guanyat per l'equip de Madrid per 2 gols a 1. Després d'aquesta fita, Ruete torna a deixar la presidencia el mateix any, assumint el càrrec Juan de Estefanía.
Luciano Urquijo va esdevenir el nou president el 4 de novembre de 1926. El càrrec posteriorment va ser ocupat per Rafael González el 1931, José Luis del Valle el 1935, i José María Fernández el 1936.
El 4 d'octubre de 1939 es va signar la fusió entre l'Athletic Club de Madrid i l'Aviación Nacional (un club militar de Saragossa), que va dur al naixement del Athletic Aviación Club. Per a l'ocasió, Francisco Vives va ser nomenat president del club, però ràpidament va ser substituït per Luis Navarro. La fusió es va produir per la mala situació econòmica i administrativa del Athletic Club de Madrid a més de la manca de jugadors per la Guerra Civil espanyola (donat que els jugadors es trobaven dispersos per tot el territori nacional, alguns presos i d'altres ferits).
El 26 de novembre de 1939, el club va evitar el descens a la Segona divisió espanyola de futbol, després de vèncer per 3 a 1 al Club Atlético Osasuna, en partit de promoció.
El 28 d'abril de 1940, l'equip dirigit per Ricard Zamora es va adjudicar el títol de campió de la primera divisió de la lliga espanyola de futbol per primera vegada.

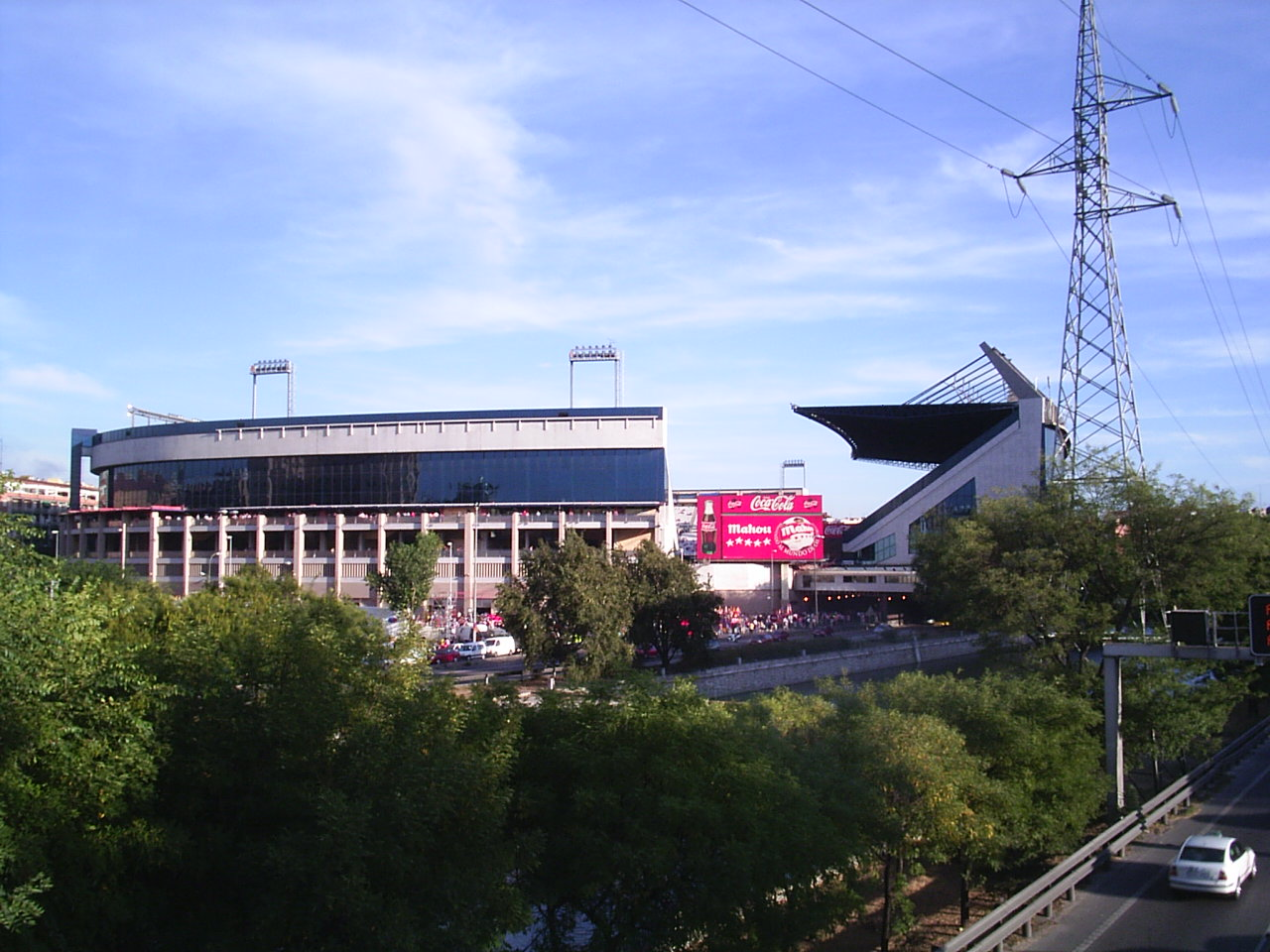
Estadi Vicente Calderón

El gener de 1941 el club va canviar-se el nom a Club Atlético d'Aviación, per la prohibició dels estrangerismes a Espanya. Va assumir la presidència Manuel Gallego.
El 2 de març de 1941, novament dirigit per Ricardo Zamora, el club va aconseguir revalidar el títol de campió de la primera divisió de la lliga espanyola de futbol.
El 1946 va assumir la presidència Juan Touzón. El 14 de desembre del mateix any, el Ministeri de l'Aire va sol·licitar al Club Atlético de Aviación que prescindís de l'ús del terme Aviación. La comunicació és llegida a una junta directiva de l'entitat. La directiva acorda per unanimitat dirigir una carta a l'excel·lentíssim ministre agraint-li les atencions que amb aquest club ha tingut l'Exèrcit de l'Aire des de fa alguns anys. Després de deliberar, es va aprovar per unanimitat el canvi de nom a Club Atlético de Madrid, iniciant-se a aquest efecte les gestions necessàries per al canvi de nom amb la supressió de la paraula Aviación.
El gener de 1947 el club es va dir Club Atlético de Madrid, adoptant a més un nou escut, similar a l'utilitzat el 1917, però amb quatre ratlles vermelles. El primer partit oficial del líder sota el nou nom, jugat el 6 de gener de 1947, correspon a la derrota per 3 gols a 1 contra el Centre d'Esports Sabadell (llavors últim), jugat al "Estadio Metropolitano". En aquest any, va assumir la presidència Cesáreo Galindez.
El 1952 va assumir la presidència Marqués de la Florida.
El 5 de desembre de 1954, el Celta de Vigo va derrotar per 8 a 1 al Atlético de Madrid, convertint-se en la major derrota de l'equip.
El 1955 va assumir la presidència Juan Suevos, i després Javier Barroso, sent després reemplaçat per Vicente Calderón. Aquell any, l'Atlético de Madrid va aconseguir la seva major victòria, guanyant l'11 de setembre a l'Hércules CF per 9 a 0.
El 20 d'octubre de 1957, l'Atlético va tornar a repetir una golejada, guanyant a la Unión Deportiva Las Palmas per 9 a 0.
La final de la Recopa d'Europa es va disputar el 10 de maig de 1962 a Glasgow, en un empat a 1 gol entre el Atlético de Madrid i l'ACF Fiorentina. La definició es va disputar el 5 de setembre de 1962, en el Neckarstadion de Stuttgart, on l'equip madrileny va derrotar l'equip italià per 3 gols a 0. Així el club va aconseguir el seu primer trofeu europeu.
El 15 de maig de 1974 l'Atlético de Madrid va disputar la final de la Copa de Campions d'Europa 1973-74 contra el FC Bayern München. El partit va finalitzar amb empat a zero, que va obligar a disputar una pròrroga. A la pròrroga, Luis Aragonés va avançar l'Atlético de Madrid amb un tir de falta. A trenta segons de la finalització del partit, Georg Schwarzenbeck va empatar el partit amb un tir llunyà. Amb aquest resultat, es va haver de realitzar un partit de desempat, el 17 de maig de 1974, on l'equip madrileny es va presentar totalment desmoralitzat i minvat físicament, sent vençut per 4 gols a 0.
L'equip germànic va renunciar a jugar la Copa Intercontinental contra el Club Atlético Independiente d'Avellaneda. Per aquest motiu, el Club Atlético de Madrid va disputar el trofeu en dos partits. El primer, jugat a Buenos Aires, va ser d'1 a 0 a favor d'Independiente. El 10 d'abril de 1975 es va disputar el segon partit a Madrid, on l'Atlético va guanyar per 2 a 0, amb un gol d'Adelardo Rodríguez Sánchez a quatre minuts del final.
El 1980 va assumir la presidència Ricardo Irezábal.
El 1982 novament varen passar tres presidents per l'administració del club: en primer lloc va assumir la presidència Antonio del Hoyo, després Agustín Cotorruelo, i finalment Vicente Calderón, en el qual seria el seu segon període a càrrec del club. El 1987 ho feu Francisco Castedo.
El 27 de juny de 1987, Jesús Gil va vèncer les eleccions i va assumir la presidència de l'Atlético.
El 29 de juny de 1991, l'Atlético de Madrid, amb un equip comandat per Iselin Santos Ovejero Maya, es va proclamar campió de la Copa del Rei per setena vegada després de guanyar al RCD Mallorca per 1 a 0, amb un gol d'Alfredo Santaelena a la pròrroga.
El 27 de juny de 1992 el club, dirigit per Luis Aragonés va aconseguir la seva vuitena Copa del Rei, després de guanyar per 2 a 0 al Reial Madrid Club de Futbol a l'Estadi Santiago Bernabéu. Els gols varen ser de Paulo Futre i Bernd Schuster.
L'1 de juliol de 1992 el club es va anomenar Club Atlético de Madrid S.A.D., després de la formació de la societat anònima esportiva a la qual Jesús Gil era el màxim accionista.
El 10 d'abril de 1996, l'equip va guanyar per 1 a 0 al FC Barcelona a La Romareda, coronant-se campió de la Copa del Rei per novena vegada. El 25 de maig de 1996, l'equip dirigit per Radomir Antić es va adjudicar el títol de campió de la primera divisió de la lliga espanyola de futbol per novena vegada. Aquests dos títols se'n recorden com doblete, que varen trencar el 1996 amb la hegemonía del Reial Madrid i el FC Barcelona. Alguns jugadors destacats de la temporada varen ser José Luis Pérez Caminero, Diego Simeone, Milinko Pantić i Kiko Narváez, entre d'altres.
El jutge Manuel García Castellón va decretar la intervenció del club el 22 de desembre de 1999, data a la qual el jutge va destituir a Jesús Gil de la presidència, anomenant com a administrador judicial amb ple drets a Luis Manuel Rubí Blanc. Gil, acusat d'apropiació il·lícita de 9.427.000.000 pessetes, torna a la presidència sota vigilància el 12 d'abril de 2000.
El 7 de maig de 2000, el club va baixar a la segona divisió, després d'empatar contra el Reial Oviedo. A la direcció tècnica, ni Fernando Zambrano, ni Marcos Alonso varen aconseguir l'ascens el primer any. L'Atlético va retornar a primera divisió el 28 d'abril de 2002, amb un equip comandat per Luis Aragonés. Aquest període es coneix com els "dos añitos en el infierno" (dos anys a l'infern).
El 2003 va assumir la presidència Enrique Cerezo.
El 2007 s'aprovà el que seria el trasllat de l'Atlético a l'Estadi Olímpic de Madrid (anomenat popularment com La Peineta), que en primer moment es va planificar en un termini de tres anys. Al 2016, però el trasllat encara no s'havia produït, entre altres qüestions, per l'endarriment de les obres i la manca d'accessos a l'estadi.
El 12 de maig de 2010 l'Atlético de Madrid va guanyar la Lliga Europa de la UEFA després de vèncer el Fulham FC per 2 a 1 a la final celebrada a l'estadi HSH Nordbank Arena d'Hamburg. Diego Forlán va marcar els dos gols de l'Atlético.

### Atlético de Madrid SAD (1992–actualitat)
L'1 de juliol de 1992 el club va passar a anomenar-se Club Atlético de Madrid S.A.D., després de la conformació de la societat anònima esportiva en la qual Jesús Gil va esdevenir màxim accionista. Posteriorment, la justícia va demostrar que l'apropiació per part de Jesús Gil del club madrileny s'havia fet mitjançant la comissió d'un delicte d'apropiació indeguda de les accions, segons va acreditar el Tribunal Suprem en la sentència de l'anomenat «Cas Atlético» el 2004.
La temporada 1995/96 va ser una de les més importants del Club, ja que per primera vegada en la seva història el club blanc-i-vermell obtindria el doblet en guanyar la Lliga i la Copa del Rei en la mateixa temporada. El 10 d'abril de 1996 l'equip va vèncer per 1-0 al FC Barcelona a l'Estadi de la Romareda, amb un gol marcat de cap pel serbi Pantić a passada del lateral Delfí Geli, proclamant-se campió de la Copa del Rei per novena vegada en la seva història.
El 25 de maig de 1996 l'equip dirigit per Radomir Antić es va adjudicar el títol de campió de la Primera Divisió d'Espanya per novena vegada. Aquests dos títols van trencar amb l'hegemonia del Reial Madrid i el FC Barcelona en la Lliga. Alguns futbolistes destacats de la temporada van ser José Luis Pérez Caminero, Simeone, Pantić i Kiko.
El 7 de maig de 2000, el club va consumar el seu descens a la Segona Divisió després d'empatar contra el Reial Oviedo.
L'Atlético va aconseguir retornar a Primera Divisió el 28 d'abril de 2002, amb un equip dirigit per Luis Aragonés. Aquest període es coneix com els anys a l'infern, a causa d'una campanya de captació de socis llançada pel club. El club va finalitzar la temporada com a campió de Segona Divisió
A partir de la temporada 2002/2003 el club es manté en la meitat de la taula de la Lliga fins a la temporada 2007/2008, en la qual torna a classificar-se per la Lliga de Campions. No en va, el 27 d'agost de 2008 va aconseguir accedir a la fase de grups de la Champions després de derrotar l'FC Schalke 04 en la fase prèvia; havent caigut en el partit d'anada per 1-0, va remuntar l'eliminatòria a l'Estadi Vicente Calderón en guanyar per 4-0.

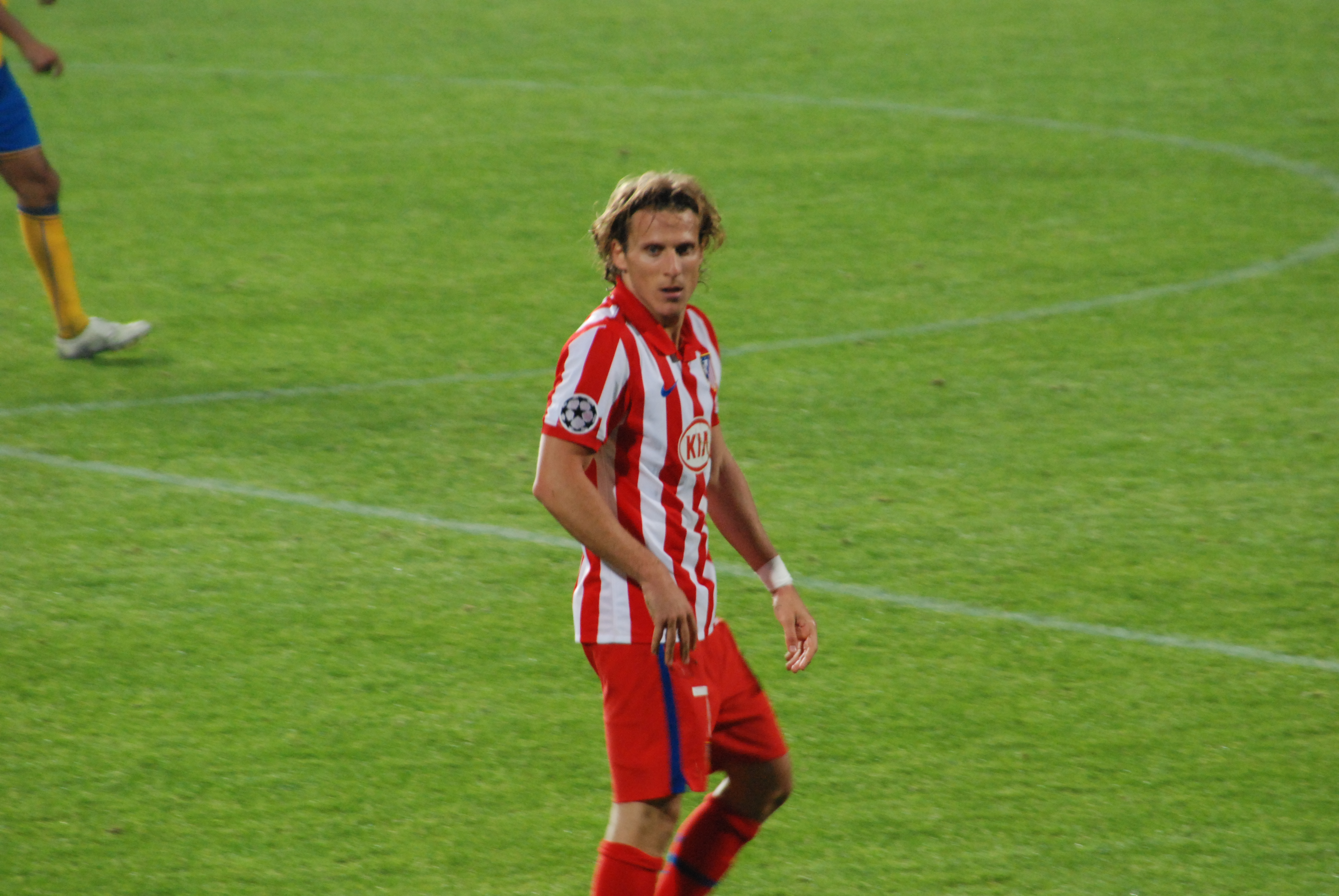
Diego Forlán en un partit de Lliga de Campions amb l'Atlético de Madrid.

En la seva tornada definitiva al màxim torneig continental l'Atlético va aconseguir passar amb autoritat la lligueta que donava accés als vuitens de final de la competició; en aquesta ronda, el FC Porto va eliminar el conjunt blanc-i-vermell amb un empat 2-2 a Madrid i una igualtat 0-0 a Porto. En la Lliga, no obstant això, el club va repetir la classificació a la ronda prèvia de la Lliga de Campions de la UEFA 2009-10. Aquesta vegada no va poder passar de la ronda de grups, classificant-se això sí per l'Europa League, competició de la qual es proclamaria campió.
Després d'eliminar el Galatasaray a setzens de final (1-1 a casa i victòria per 2-1 de visitant), a l'Sporting de Lisboa a vuitens (empat 2-2 a Portugal i igualtat 0-0 en el Calderón), al València CF a quarts (1-1 a l'Estadi de Mestalla i 0-0 a casa) i al Liverpool FC anglès a les semifinals (1-0 a casa i derrota per 1-2 a Anfield), l'Atlético arribaria a una final internacional després de molts anys. En la mateixa es va imposar per 2-1 al Fulham FC el 12 de maig de 2010, en un partit disputat a l'HSH Nordbank Arena d'Hamburg. Tots dos gols van ser marcats per Diego Forlán, que va ser nomenat MVP de la final. D'aquesta manera, el club del Manzanares va deixar enrere quaranta-vuit anys de sequera europea.
La temporada va finalitzar amb la disputa de la final de la Copa del Rei enfront del Sevilla FC el 19 de maig en el Camp Nou de Barcelona. Els andalusos van acabar guanyant per 2-0 amb gols de Jesús Navas i Diego Capel. Després del partit, els afeccionats atlètics es van mantenir en el camp animant al seu equip i cantant, la qual cosa va acaparar les portades de diversos mitjans esportius per l'inusual de la situació.
L'inici de la temporada 2010-2011 va començar amb un gran èxit per a l'Atlético de Madrid en aconseguir el 27 d'agost de 2010 la seva primera Supercopa d'Europa enfront de l'Inter de Milà. El partit disputat a l'Estadi Lluís II de Mònaco va finalitzar amb marcador favorable pels colchoneros per dos gols a zero, obra de José Antonio Reyes i Sergio Agüero. D'aquesta forma, l'Atlético es convertia en el cinquè equip espanyol a guanyar aquest trofeu al costat del FC Barcelona, València CF, Reial Madrid i Sevilla FC. La consecució d'aquest títol al costat de l'Europa League li van servir per situar-se segons en la Classificació Anual de Clubs de la IFFHS com a quart millor club del món. L'agost de 2011 va ser nomenat sota aquest mateix organisme com a Millor Club del Món del mes d'agost.
La temporada 2010-2011 va finalitzar amb una 7a posició en la Lliga i va aconseguir els quarts de final de la Copa del Rei, on va ser eliminat pel Reial Madrid.

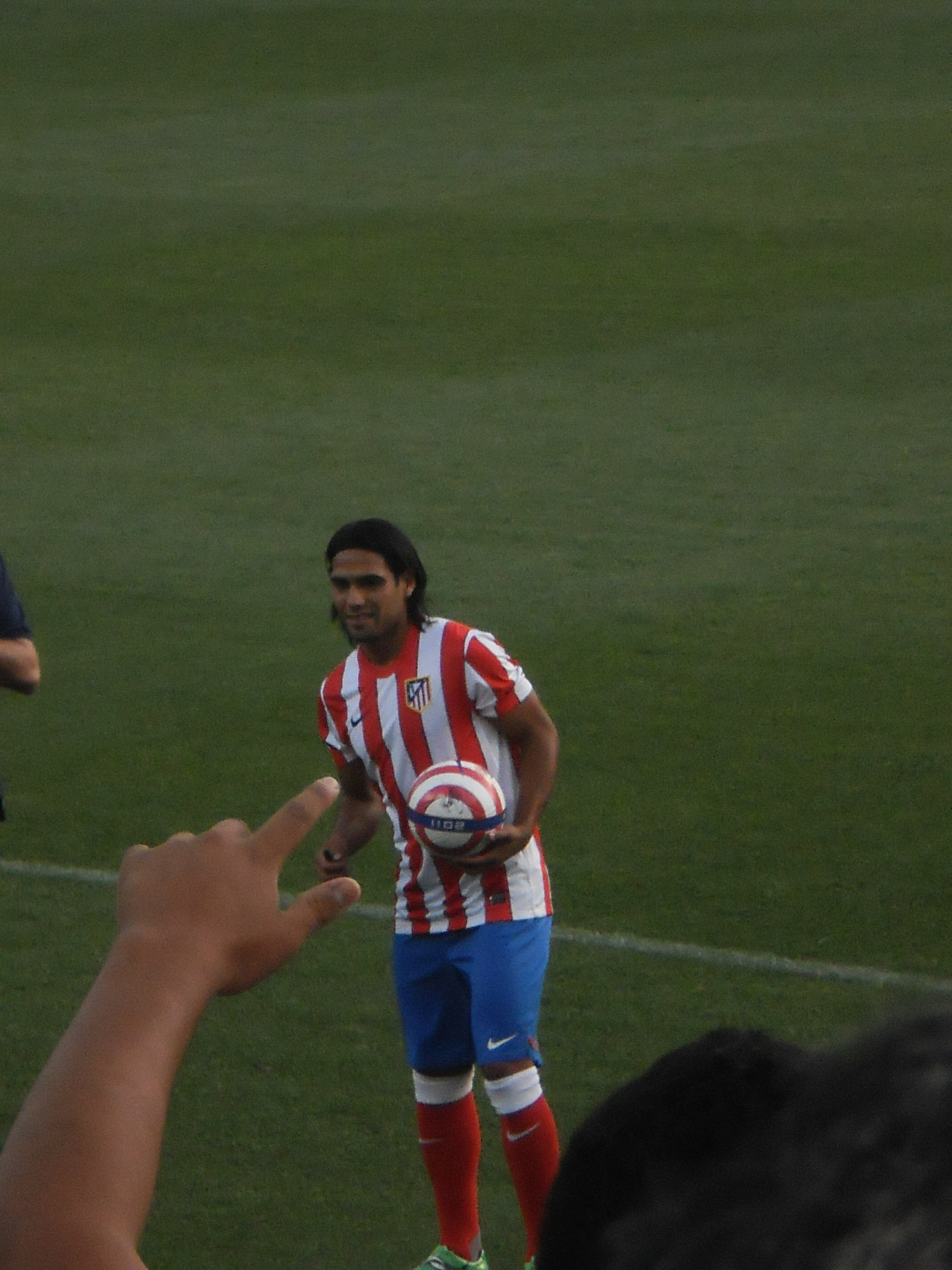
Radamel Falcao García en la seva presentació com a nou jugador de l'Atlético de Madrid.

En l'extra-esportiu destaquen la sortida de jugadors considerats importants com Sergio Agüero, Diego Forlán, David de Gea, T. Ujfalusi i uns altres més, també va haver-hi canvi d'entrenador, atès que no se li va renovar el contracte a Quique Sánchez Flores, i va ser contractat en el seu lloc Gregorio Manzano. A més, es destaca l'arribada d'ex jugadors a la directiva, com José Luis Pérez Caminero en el càrrec de director esportiu, i Carlos Aguilera com a director de futbol base. Per contrarestar el gran nombre de baixes es va fitxar a Radamel Falcao García, Diego Ribas, Adrián López Álvarez, Turan, Sílvio Manuel Pereira, Gabi, i Thibaut Courtois entre d'altres perquè fossin els estendards de l'equip en la temporada següent.
La temporada 2011-2012 va començar amb la prèvia de l'Europa League davant el Strømgodset noruec, amb el resultat de 2-1 a l'estadi colchonero. Els gols van ser obra de J.A. Reyes. A Noruega, la victòria atlètica va ser per 0-2 amb punts d'Adrián i Reyes. En la següent ronda, l'Atlético es va enfrontar al Vitória S.C. de Portugal, guanyant per 2-0 a l'Estadi Vicente Calderón amb dos gols d'Elías, i per 0-4 a Portugal, marcant Adrián dos gols, Gabi de penal, i I. Salvio. D'aquesta manera aconseguia la classificació per a la fase de grups de l'Europa League en la qual entraria en el grup I al costat de l'Udinese Calcio d'Itàlia, el Celtic FC d'Escòcia i l'Stade Rennais FC de França. El conjunt blanc-i-vermell va aconseguir classificar-se de forma matemàtica mancant un partit després de guanyar per 0-1 al Celtic FC amb gol de Turan. Més endavant, amb la victòria per 3-1 davant el Rennes francès amb gols de Radamel Falcao García, Álvaro Domínguez i Turan, l'Atlético va aconseguir assegurar la primera plaça del grup i, d'aquesta manera, evitar els rivals més difícils de la següent ronda, però el divorci entre l'afició i la directiva, producte dels mals resultats en la Lliga, era ja evident. Després de l'eliminació de la Copa del Rei davant l'Albacete Balompié s'anuncia el cessament de l'entrenador Gregorio Manzano.

#### L'era delcholismo
L'argentí Diego «El Cholo» Simeone va prendre el càrrec d'entrenador després de la destitució de Gregorio Manzano. Va ser presentat oficialment el 27 de desembre, i en la seva primera roda de premsa va afirmar «Vull un equip agressiu, fort, guerrer i veloç. Això que ens va enamorar sempre als atlètics. Anem a la recerca del que va ser la nostra història».
En vuitens de final de l'Europa League 2011/12 el quadre madrileny va saber fer front al SS Lazio amb una còmoda victòria per 1-3 a Itàlia, amb dos gols de Falcao i un d'Adrián, resolent la passada a l'Vicente Calderón amb un 1-0, amb gol de Diego Godín.
El sorteig va oferir uns vuitens de final contra el Beşiktaş. L'anada es va jugar a la capital madrilenya amb una victòria de 3-1 per a l'equip de Simeone amb punts d'Adrián i d'Salvio per partida doble. Una setmana més tard aconseguiria assegurar la seva passada a quarts de final en terres turques amb una victòria per 0-3, marcant Adrián, Falcao i Salvio.
En quarts de final es va creuar amb l'Hannover 96 alemany, al que venceria per 2-1 a l'Estadi Vicente Calderón amb gols de Falcao i Salvio sobre el final, deixant l'eliminatòria oberta per al partit de tornada, el qual va anar a caure a mans blanc-i-vermelles per idèntic resultat 1-2, amb els gols d'Adrián i Falcao.
En semifinals es veuria les cares amb el València CF. En un vibrant partit d'anada, l'Atlético va derrotar els valencianistes per 4-2 amb gols de Falcao per partida doble, Adrián i Miranda, i deixava gairebé vista per a sentència l'eliminatòria. La mateixa, finalitzaria amb el 0-1 de l'Atlético a Mestalla amb gol d'Adrián. Així, el conjunt blanc-i-vermell arribava a la seva tercera final europea en els seus tres últims anys.
El 9 de maig de 2012, a l'Arena Națională de Bucarest, a Romania, es va celebrar la final. L'Atlético de Madrid es va imposar amb folgança i va guanyar la seva segona Europa League després de vèncer per 3 gols a 0 a l'Athletic Club amb dos gols de Falcao (declarat millor jugador de la final i del torneig) i un de Diego Ribas.
Des que l'1 de novembre de 2011 guanyés a l'Udinese, l'Atlético va aconseguir encadenar 16 victòries consecutives en competicions europees, dada pel qual ostenta un rècord, després de superar les 11 victòries consecutives de l'Ajax dels anys 1987 i 1988, i el FC Barcelona de la temporada 2002-03. La ratxa blanc-i-vermella es va prorrogar fins que el 8 de novembre de 2012 encaixés una derrota contra l'Académica de Coimbra.
A l'inici de la temporada 2012/2013 es consagra —també de la mà de Simeone— com Supercampió d'Europa després de vèncer per 4-1 al Chelsea FC anglès, campió de la UEFA Champions League 2011/2012. En la final de la Supercopa d'Europa, disputada el 31 d'agost de 2012 a Mònaco, l'Atlético va golejar als anglesos per 4-1 amb gols de Falcao en tres ocasions i Miranda.

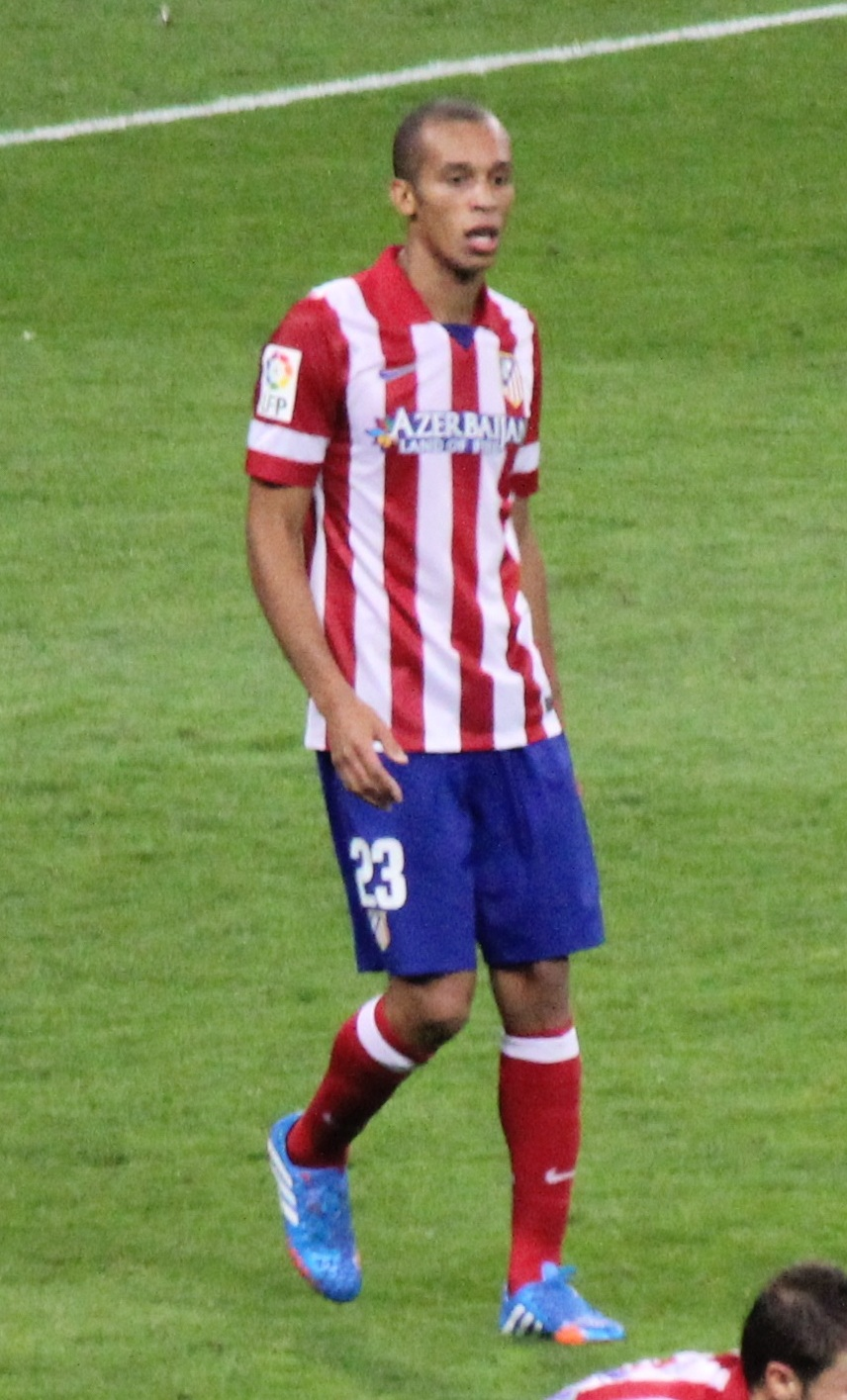
João Miranda va marcar el gol decisiu en la final de la Copa del Rei davant el Reial Madrid, que va servir perquè l'Atlético guanyés la seva desena Copa, i va permetre que es tallés una ratxa de 14 anys sense victòries matalasseres sobre el seu clàssic rival en duels oficials.

En la lliga l'inici del club va ser fulgurant: va tancar la primera volta amb 44 punts, en segona posició i per davant de l'etern rival, el Reial Madrid. En els mesos de setembre i octubre, l'Atlético va encadenar una ratxa de resultats en els quals va aconseguir set victòries consecutives entre la competició domèstica i l'Europa League. En la segona volta l'Atlético va aconseguir 32 punts més, acabant la lliga tercer amb 76 punts, la millor posició i puntuació des que guanyés la lliga el 1996 amb 87 punts.
Després de superar al Real Jaén, Getafe, Reial Betis i Sevilla, va arribar invicte a la final de la Copa del Rei.
El partit decisiu va ser novament davant el Reial Madrid, i una altra vegada a l'Estadi Santiago Bernabéu. Finalment, l'equip blanc-i-vermell va doblegar al seu clàssic rival per 2 a 1 en la pròrroga. En els 90 minuts va finalitzar 1 a 1: Cristiano Ronaldo va posar l'avantatge inicial a favor dels blancs després de la sortida d'un córner des de la dreta, mentre que Diego Costa va igualar per als atlètics després d'una gran jugada de Radamel Falcao, també en la primera etapa. En la pròrroga, un cop de cap de João Miranda va decretar el 2 a 1 final que li va donar la victòria a l'Atlético, i va tallar una ratxa de 14 anys sense vèncer el seu clàssic rival en partits oficials. Així, l'equip matalasser va obtenir la seva desena Copa del Rei en la història de la mà de Diego Simeone com a entrenador, davant el seu clàssic rival i una altra vegada en el seu estadi.
El 21 d'agost de 2013 el club disputava l'anada de la Supercopa d'Espanya de Futbol enfront del FC Barcelona a casa, i el resultat va ser 1-1 amb un gol de David Villa per a l'Atlético i Neymar per als catalans. El partit de tornada es va disputar una setmana més tard, el 28 d'agost de 2013 en el feu blaugrana, i va acabar 0-0, amb una gran actuació del conjunt blanc-i-vermell sent el porter local Víctor Valdés determinant en la consecució del títol pel FC Barcelona.
A l'inici de la lliga l'Atlético va encadenar vuit victòries de forma consecutiva, destacant imponents victòries davant el Reial Betis i el Rayo Vallecano per 5-0 a cadascun i al Getafe per 7-0. En la tornada a la màxima competició continental, la Champions League, l'Atlético va quedar enquadrat en la fase de grups davant el FC Porto, Zenit de Sant Petersburg i Àustria de Viena aconseguint cinc victòries i un empat, sent el millor equip en la competició amb 16 punts, igualats amb el Reial Madrid.
L'11 de març de 2014 l'Atlético de Madrid aconseguiria passar a quarts de final de la Champions League imposant-se amb un rotund 4-1 davant l'AC Milan englobant un resultat final de 5-1. El sorteig de quarts oferiria un apassionant xoc a doble partit contra el FC Barcelona. L'anada es va jugar l'1 d'abril de 2014 en el Camp Nou, on el club matalasser va treure un valuós empat amb gol de Diego Ribas. La tornada es va jugar el 9 d'abril de 2014 en el terreny blanc-i-vermell on l'Atlético de Madrid es va imposar per 1-0 amb gol de Koke.
En el sorteig per a les semifinals, l'Atlético de Madrid i el Chelsea FC van quedar aparellats. Després d'un empat a cero a Madrid, el 30 d'abril de 2014, l'Atlético es va imposar per 1-3 amb gols d'Adrián López, Diego Costa i Arda Turan, amb Fernando Torres exjugador i mite blanc-i-vermell, marcant l'únic gol del Chelsea FC, arribant així a la Final de la Copa d'Europa 40 anys després. La mateixa es disputaria el 24 de maig de 2014, a Lisboa, enfront del Reial Madrid.
Els seus resultats durant el mes d'abril li van servir per situar-se en la Classificació Anual de Clubs de la IFFHS com a tercer millor club del món, nomenant-li aquest mateix organisme Millor Club del Món del mes d'abril de 2014.

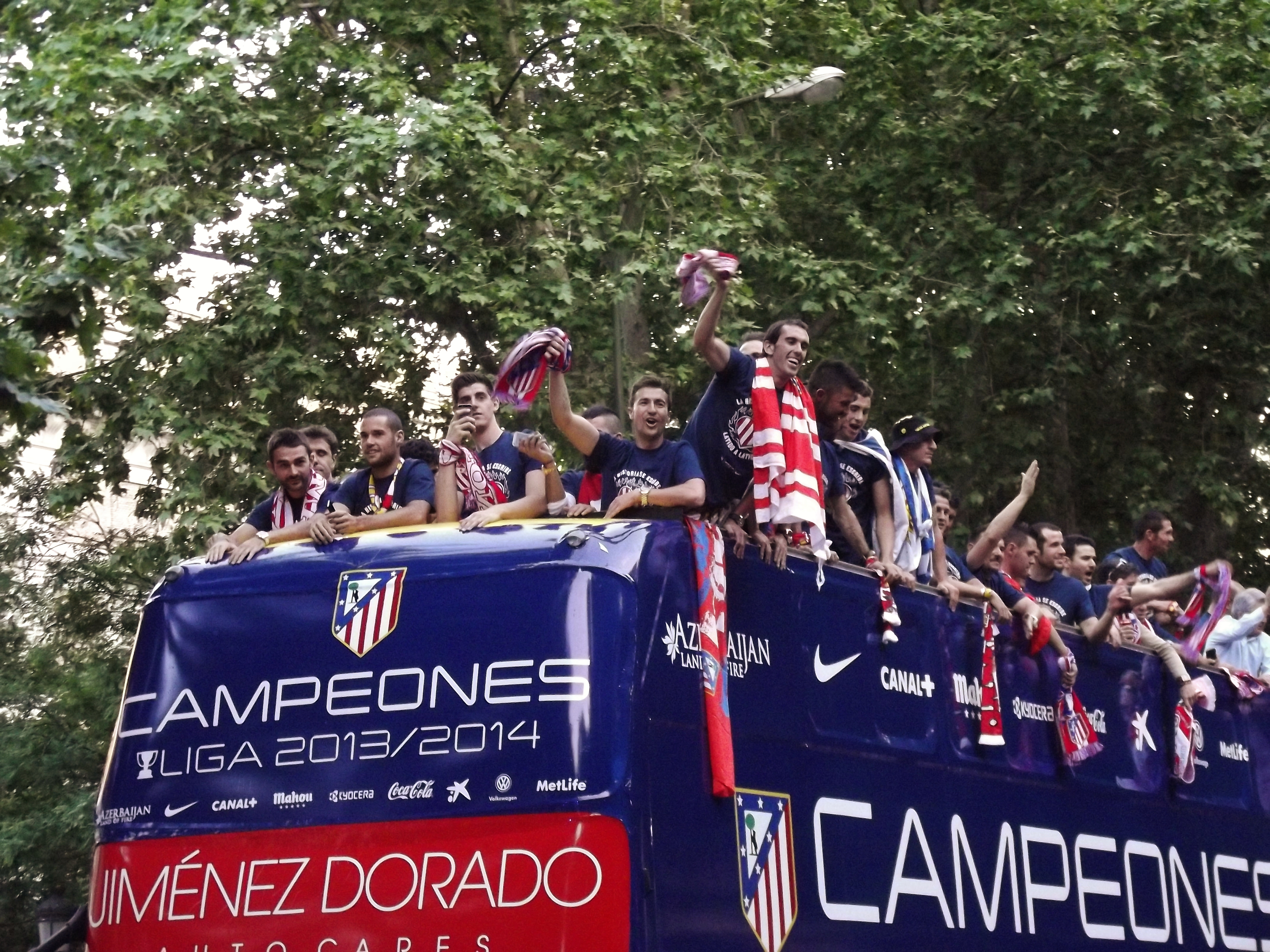
Celebració del títol de lliga de la temporada 2013-2014 el 18 de maig de 2014.

Abans de la final de Lisboa, després d'un final de Lliga emocionant, l'Atlético de Madrid va disputar el 17 de maig de 2014 l'últim partit de la temporada en el Camp Nou enfront del FC Barcelona. Els tres punts d'avantatge en la classificació enfront dels locals li obligaven a empatar o guanyar el partit per ser campió, mentre que el FC Barcelona havia de guanyar tant sí com no per endur-se el trofeu. Va començar avançant-se el conjunt barceloní amb gol d'Alexis Sánchez en la primera part, però després del descans, un cop de cap de Diego Godín després de la sortida d'un córner va posar l'empat a un en el marcador amb el qual s'arribaria al final del partit. D'aquesta manera l'Atlético de Madrid es va proclamar campió de Lliga després de divuit anys des del seu últim títol de lliga.
En la final de la Lliga de Campions de la UEFA l'Atlético va caure derrotat per 1-4. Malgrat anar guanyant per 0-1 mancant dos minuts per proclamar-se campió. Sergio Ramos, jugador del Reial Madrid, va empatar el partit i el va portar fins a la pròrroga en la qual els blanc-i-vermells malgrat el gran esforç i el coratge que van demostrar davant les adversitats, no van aconseguir portar-se el títol.
A l'inici de la temporada 2014-15 l'Atlético va tornar a assaborir un nou títol oficial, vencent novament al Reial Madrid en l'edició de 2014 de la Supercopa d'Espanya. Van acudir a ella com a campió de Lliga els atlètics, i com a campions de Copa del Rei els madridistes, sortint vencedors els blanc-i-vermells després d'un 2-1 global. L'empat per 1 a 1 en el Bernabéu, i la victòria per 1 a 0 de l'Atlético en el partit de tornada disputat a l'Estadi Vicente Calderón va suposar el final a una ratxa de 15 anys sense victòries en partits oficials davant el seu clàssic rival actuant a casa, i un nou guardó per a l'equip conduït pel Cholo Simeone.
En aquella Lliga és recordat el partit del 7 de febrer de 2015 on l'Atlético de Madrid va derrotar amb un contundent 4-0 al Reial Madrid en el Vicente Calderón, amb gols de Tiago, Saúl, Griezmann i Mandzukic. L'Atlético va acabar la lliga 3r darrere del FC Barcelona i del Reial Madrid, i superant a rivals com el València CF, Sevilla FC i Vila-real CF. Mentre a la Copa del Rei l'Atlético va superar en 16ns de final a l'Hospitalet, i va eliminar en vuitens al seu etern rival Reial Madrid, sent eliminat pel FC Barcelona en quarts de final.
En Lliga de Campions de la UEFA l'Atlético va estar enquadrat al Grup A al costat de la Juventus FC, l'Olympiacos FC i el Malmö. Després de començar perdent per 3-2 a Grècia, l'Atlético es va refer a la segona jornada vencent per 1-0 a la Juventus FC amb gol d'Arda Turan al seu estadi. Després, van arribar dues victòries consecutives enfront del Malmö, i es prendria la seva revenja del primer partit amb una golejada per 4-0 enfront de l'Olympiacos FC a casa, per posar fi a un empat sense gols a Torí, la qual cosa deixava als blanc-i-vermells primers del seu grup.
En els vuitens de final l'Atlético es va aparellar al costat del Bayer Leverkusen. En l'anada en Alemanya els matalassers van caure per 1-0 amb gol de Hakan Çalhanoğdl. La tornada a Espanya va finalitzar 1 a 0 en favor de l'Atlético amb un gol de Mario Suárez, en el qual els alemanys van aguantar l'envestida blanc-i-vermella, la qual cosa va forjar la definició per penals. En la mateixa, els blanc-i-vermells es van imposar per 3-2 i van passar de fase.
En quarts de final van ser eliminats pel Reial Madrid, empatant en l'anada per 0-0 en el Calderón, mentre que en la tornada en el Bernabéu els blancs van guanyar per 1-0 amb gol de Chicharito.
L'Atlético va sortir novament en 3r lloc en la Lliga, darrere del FC Barcelona (Campió) i del Reial Madrid, amb 88 punts; 28 partits guanyats, 4 empatats, 6 perduts; 63 gols convertits, 18 rebuts i +45 de diferència de gol.
En la Lliga de Campions de la UEFA 2015-16, L'Atlético va conformar el Grup C juntament amb el Benfica, Galatasaray i FK Astana. El 15 de setembre de 2015, l'Atlético va vèncer de visitant al Galatasaray per 2-0 a Istanbul. Posteriorment, es va enfrontar davant el Benfica el 30 d'aquest mateix mes, a l'Vicente Calderón, on va ser derrotat per 1-2. Després, el 21 d'octubre, en aquest mateix estadi, es va enfrontar a l'Astana, guanyant-los per 4-0. El 3 de novembre, es van tornar a enfrontar a l'Astana Arena, de la ciutat d'Astanà, amb un empat sense gols. A casa, el 25 d'aquest mes, l'Atlético va vèncer a l'equip turc amb un resultat de 2-0. Per tancar el grup, el 8 de desembre a l'Estádio da Luz davant el Benfica, amb una victòria de 2-1. L'Atlético va avançar a Vuitens amb 13 punts, mentre que el Benfica tenia 10 punts.
A Vuitens de Final, l'Atlético es va enfrontar al PSV Eindhoven. Després d'empatar 0-0 als Països Baixos; en el Philips Stadion, i en el Vicente Calderón en els 90' i en el temps regular, van anar a la tanda de penals, en la qual, l'Atlético va ser l'equip vencedor per un resultat de 8-7.
En Quarts de final es va enfrontar a l'últim campió de la copa, el FC Barcelona. En el Camp Nou, el Barça va vèncer el del "Cholo" per 2-1. En el Vicente Calderón, l'Atlético va vèncer a l'equip "culé" per 2-0, eliminant així, històricament al FC Barcelona, que havia eliminat a l'Arsenal FC.
En Semifinals, els del "Cholo" es van mesurar contra un altre dur rival, l'FC Bayern de Múnic. En el Calderón, l'Atlético va vèncer els alemanys per 1-0 amb gol de Saúl Ñíguez. En la tornada, a l'Allianz Arena, el Bayern va vèncer per 2-1 a l'Atlético, però gràcies a la Regla del gol de visitant, l'Atlético es classificaria una altra vegada a la final, el rival de la qual era el Reial Madrid.
La final es va jugar a l'estadi Giuseppe Meazza, o també conegut com a "Sant Siro", el dia 28 de maig de 2016. El Reial Madrid va finalitzar el primer temps guanyant per 1-0 als 15' amb gol de Sergio Ramos. En el complement, l'Atlético tindria més situacions de gol, i fins i tot, un penal, que va ser fallat pel jugador Antoine Griezmann. Al minut 79', Carrasco posaria el partit 1-1 després de l'assistència de Juanfran. Després de romandre així durant els minuts restants i en el temps extra, els dos equips van anar a la tanda de penals, en la qual, el futbolista Juanfran fallaria el seu penal, xutant en el pal dret del porter Keylor Navas. Després, Cristiano Ronaldo, marcaria el 5è penal.

## Estadístiques
- Temporades a 1a: 68.
- Temporades a 2a: 6.
- Partits jugats a 1a:  2196.
- Victòries a 1a:  1015.
- Empats a 1a:  514.
- Derrotes a 1a:  667.
- Millor posició a la lliga: 1r
- Pitjor posició a la lliga: 19è
- Posició històrica: 5è
- Major victòria com a local a la Lliga

| Atlético de Madrid | 9–0 | UD Las Palmas |
| ------------------ | --- | ------------- |
|                    |     |               |

 Stadium Metropolitano, (Madrid)        
- Major victòria com a visitant a la Lliga

| Reial Saragossa | 0–5 | Atlético de Madrid |
| --------------- | --- | ------------------ |
|                 |     |                    |

 Estadi de Torrero, (Saragossa)        
- Major derrota com a local a la Lliga

| Atlético de Madrid | 0–6 | FC Barcelona |
| ------------------ | --- | ------------ |
|                    |     |              |

 Vicente Calderón, (Madrid)        
- Major derrota com a visitant a la Lliga

| RC Celta de Vigo | 8–1 | Atlético de Madrid |
| ---------------- | --- | ------------------ |
|                  |     |                    |

 Balaídos, (Vigo)        

## Presidència
L'actual president del Club Atlético de Madrid és Enrique Cerezo, un productor cinematogràfic que va assumir el càrrec el 2003, després de la dimissió de Jesús Gil.
Julián Ruete i Vicente Calderón han estat els dos unics presidents que han estat escollits en dues oportunitats diferents. Ruete va exercir el seu primer mandat entre 1912 i 1919, i el segon 1920 i 1923. Calderón per la seva part va exercir el seu primer mandat entre 1964 i 1980, i el segon entre 1982 i 1987.
Sumant els seus dos mandats, és Vicente Calderón el president qui més anys ha exercit al càrrec: 21 anys en total. Calderón, amb Jesús Gil, són els dos mandataris que més anys han exercit la presidència de manera contínua, amb 16 anys a la llotja.
- Enrique Allende: 1903
- Eduardo de Acha: 1903-1907
- Ricardo de Gondra: 1907-1909
- Ramón de Cárdenas: 1909-1912
- Julián Ruete: 1912-1919
- Álvaro de Aguilar: 1919-1920
- Julián Ruete: 1920-1923
- Juan Estefanía: 1923-1926
- Luciano Urquijo: 1926-1931
- Rafael González: 1931-1935
- José Luis del Valle: 1935-1936
- José María Fernández: 1936-1939
- Francisco Vives: 1939
- Luis Navarro: 1939-1941
- Manuel Gallego: 1941-1945
- Juan Touzón: 1946-1947
- Cesáreo Galindez: 1947-1952
- Marqués de la Florida: 1952-1955
- Jesús Suevos: 1955
- Javier Barroso: 1955-1964
- Vicente Calderón: 1964-1980
- Ricardo Irezábal: 1980
- Alfonso Cabeza: 1980-1982
- Antonio del Hoyo: 1982
- Agustín Cotorruelo: 1982
- Vicente Calderón: 1982-1987
- Francisco Castedo: 1987
- Jesús Gil: 1987-2003
- Enrique Cerezo: 2003- actualitat.

## Uniforme
La primera equipació del Club Atlético de Madrid està composta per una samarreta amb franges verticals blanques i tres franges vermelles (siguent la franja central vermella), un pantaló blau i mitges vermelles amb volta blanca.
La segona equipació és formada per una samarreta de meitat en franja vertical vermella i meitat en franja vertical blanca, un pantaló vermell, i mitges blanques amb volta vermella. Aquesta equipació, creada per a la temporada 2006/07, ha estat objecte de polèmica entre els aficionats del club, ja que a la majoria li agrada més la típica samarreta de franges vermelles i blanques.
La tercera equipació és formada per una samarreta de meitat en franja vertical blau i meitat en franja vertical blanca, un pantaló blau, i mitgetes blaves amb volta groga.
Inicialment, la samarreta de la primera equipació del Athletic Club de Madrid va ser meitat en franja vertical blau i meitat en franja vertical blanca, els pantalons negres o blancs, i les mitges negres, semblant a l'equipació del Athletic Club de Bilbao (els quals compraven els uniformes del Blackburn Rovers Football Club). Un dia, quan un representant del club basc va viatjar en vaixell al sud d'Anglaterra cercant els nous uniformes, no va aconseguir els uniformes del Blackburn Rovers i va comprar els uniformes del Southampton Football Club (equipació que l'Athletic de Bilbao va adoptar totalment). Finalment aquestes samarretes varen ser introduïdes pel directiu i jugador Juan Elorduy des de Bilbao, i el club les va adoptar però mantenint el color dels pantalons blaus i les mitges negres. El 22 de gener de 1911 es va estrenar la primera samarreta blanca i vermella de l'equip.
Degut als colors de la samarreta, a l'equip se'l diu sovint colchoneros (matalassers) atès que antigament els matalassos estaven recoberts per una tela amb franges vermelles i blanques.

### Evolució de l'uniforme
|           |           |           |           |           |
| 1903−1911 | 1911−1947 | 1947−1999 | 1999−2000 | 2004−2005 |

## Jugadors

### Plantilla 2025-26
A 4 agost 2025 
| N. | Pos. | Nac. | Jugador                        |
| -- | ---- | --- | ------------------------------ |
| 1  | POR  | [[Fitxer:Flag of Argentina.svg\|23x15px\|border \|alt=Argentina\|link=Selecció de futbol de l'Argentina\|{{#if:\|]]                         | Juan Musso                     |
| 2  | DEF  | [[Fitxer:Flag of Uruguay.svg\|23x15px\|border \|alt=Uruguai\|link=Selecció de futbol de l'Uruguai\|{{#if:\|]]                               | José María Giménez (3r capità) |
| 3  | DEF  | [[Fitxer:Flag of Italy.svg\|23x15px\|border \|alt=Itàlia\|link=Selecció de futbol d'Itàlia\|{{#if:\|]]                                      | Matteo Ruggeri                 |
| 4  | MIG  | [[Fitxer:Flag of England.svg\|23x15px\|border \|alt=Anglaterra\|link=Selecció de futbol d'Anglaterra\|{{#if:\|]]                            | Conor Gallagher                |
| 5  | MIG  | [[Fitxer:Flag of the United States.svg\|23x15px\|border \|alt=Estats Units d'Amèrica\|link=Selecció de futbol dels Estats Units\|{{#if:\|]] | Johnny Cardoso                 |
| 6  | MIG  | [[Fitxer:Flag of Spain.svg\|23x15px\|border \|alt=Espanya\|link=Selecció de futbol d'Espanya\|{{#if:\|]]                                    | Koke (capità)                  |
| 7  | DAV  | [[Fitxer:Flag of France (1794–1815, 1830–1974).svg\|23x15px\|border \|alt=França\|link=Selecció de futbol de França\|{{#if:\|]]             | Antoine Griezmann              |
| 8  | MIG  | [[Fitxer:Flag of Spain.svg\|23x15px\|border \|alt=Espanya\|link=Selecció de futbol d'Espanya\|{{#if:\|]]                                    | Pablo Barrios                  |
| 9  | DAV  | [[Fitxer:Flag of Norway.svg\|23x15px\|border \|alt=Noruega\|link=Selecció de futbol de Noruega\|{{#if:\|]]                                  | Alexander Sørloth              |
| 10 | MIG  | [[Fitxer:Flag of Spain.svg\|23x15px\|border \|alt=Espanya\|link=Selecció de futbol d'Espanya\|{{#if:\|]]                                    | Álex Baena                     |
| 11 | MIG  | [[Fitxer:Flag of Argentina.svg\|23x15px\|border \|alt=Argentina\|link=Selecció de futbol de l'Argentina\|{{#if:\|]]                         | Thiago Almada                  |

| N. | Pos. | Nac. | Jugador               |
| -- | ---- | --- | --------------------- |
| 13 | POR  | [[Fitxer:Flag of Slovenia.svg\|23x15px\|border \|alt=Eslovènia\|link=Selecció de futbol d'Eslovènia\|{{#if:\|]]                 | Jan Oblak (2n capità) |
| 14 | MIG  | [[Fitxer:Flag of Spain.svg\|23x15px\|border \|alt=Espanya\|link=Selecció de futbol d'Espanya\|{{#if:\|]]                        | Marcos Llorente       |
| 15 | DEF  | [[Fitxer:Flag of France (1794–1815, 1830–1974).svg\|23x15px\|border \|alt=França\|link=Selecció de futbol de França\|{{#if:\|]] | Clément Lenglet       |
| 16 | DEF  | [[Fitxer:Flag of Argentina.svg\|23x15px\|border \|alt=Argentina\|link=Selecció de futbol de l'Argentina\|{{#if:\|]]             | Nahuel Molina         |
| 17 | DEF  | [[Fitxer:Flag of Slovakia.svg\|23x15px\|border \|alt=Eslovàquia\|link=Selecció de futbol d'Eslovàquia\|{{#if:\|]]               | Dávid Hancko          |
| 18 | DEF  | [[Fitxer:Flag of Catalonia.svg\|23x15px\|border \|alt=Catalunya\|link=Selecció de futbol de Catalunya\|{{#if:\|]]               | Marc Pubill           |
| 19 | DAV  | [[Fitxer:Flag of Argentina.svg\|23x15px\|border \|alt=Argentina\|link=Selecció de futbol de l'Argentina\|{{#if:\|]]             | Julián Alvarez        |
| 20 | DAV  | [[Fitxer:Flag of Argentina.svg\|23x15px\|border \|alt=Argentina\|link=Selecció de futbol de l'Argentina\|{{#if:\|]]             | Giuliano Simeone      |
| 21 | DEF  | [[Fitxer:Flag of Spain.svg\|23x15px\|border \|alt=Espanya\|link=Selecció de futbol d'Espanya\|{{#if:\|]]                        | Javi Galán            |
| 22 | DAV  | [[Fitxer:Flag of Italy.svg\|23x15px\|border \|alt=Itàlia\|link=Selecció de futbol d'Itàlia\|{{#if:\|]]                          | Giacomo Raspadori     |
| 23 | DAV  | [[Fitxer:Flag of Spain.svg\|23x15px\|border \|alt=Espanya\|link=Selecció de futbol d'Espanya\|{{#if:\|]]                        | Carlos Martín         |
| 24 | DEF  | [[Fitxer:Flag of Spain.svg\|23x15px\|border \|alt=Espanya\|link=Selecció de futbol d'Espanya\|{{#if:\|]]                        | Robin Le Normand      |

Els equips de la lliga espanyola estan limitats a tenir en la plantilla un màxim de tres jugadors sense passaport de la Unió Europea. La llista inclou només la principal nacionalitat de cada jugador, o aquella que correspongui a la selecció amb la qual juga internacionalment; alguns jugadors no europeus tenen doble nacionalitat d'algun país de la UE:

### Cedits a altres equips
| N. | Pos. | Nac. | Jugador                                                          |
| -- | ---- | --- | ---------------------------------------------------------------- |
| —  | POR  | [[Fitxer:Flag of Romania.svg\|23x15px\|border \|alt=Romania\|link=Selecció de futbol de Romania\|{{#if:\|]]         | Horațiu Moldovan (al Reial Oviedo fins al 30 de juny de 2026)    |
| —  | DEF  | [[Fitxer:Flag of Spain.svg\|23x15px\|border \|alt=Espanya\|link=Selecció de futbol d'Espanya\|{{#if:\|]]            | Pablo Pérez (al CD Mirandés fins al 30 de juny de 2026)          |
| —  | MIG  | [[Fitxer:Flag of Argentina.svg\|23x15px\|border \|alt=Argentina\|link=Selecció de futbol de l'Argentina\|{{#if:\|]] | Rodrigo De Paul (a l'Inter Miami fins al 31 de desembre de 2025) |

| N. | Pos. | Nac. | Jugador                                                |
| -- | ---- | --- | ------------------------------------------------------ |
| —  | MIG  | [[Fitxer:Flag of France (1794–1815, 1830–1974).svg\|23x15px\|border \|alt=França\|link=Selecció de futbol de França\|{{#if:\|]] | Thomas Lemar (al Girona FC fins al 30 de juny de 2026) |
| —  | DAV  | [[Fitxer:Flag of Spain.svg\|23x15px\|border \|alt=Espanya\|link=Selecció de futbol d'Espanya\|{{#if:\|]]                        | Diego Bri (al Córdoba CF fins al 30 de juny de 2026)   |

### Jugadors històrics destacats
- Sergio Agüero
- Rubén Ayala
- Germán Burgos
- Fabricio Coloccini
- Leo Franco
- Luciano Galletti
- Ramón Heredia
- Maxi Rodríguez
- Iselín Ovejero
- Rubén Panadero Díaz
- Mariano Pernía
- Diego Simeone
- Gerhard Rodax
- Mirsad Hibić
- Alemão
- Baltazar
- Dirceu
- Donato
- Emerson Costa
- Andrei Frascarelli
- Ivan Rocha
- Juninho Paulista
- Leivinha
- Luís Pereira
- Moacir
- Rodrigo Fabri
- Vavá
- Liuboslav Pènev
- Martin Petrov
- Radamel Falcao
- Adolfo Valencia
- Jesper Grønkjær
- Radek Bejbl
- Antoine Griezmann
- Peter Luccin
- Bernd Schuster
- Demis Nikolaidis
- Yourkas Seitaridis
- José Cardona
- Demetrio Albertini
- Christian Vieri
- Serge Magui
- Hugo Sánchez
- Luis García
- Larbi Benbarek
- Jimmy Hasselbaink
- Kiki Musampa
- Celso Ayala
- Miguel Ángel Benítez
- Carlos Gamarra
- Roman Kosecki
- Costinha
- Dani
- Paulo Futre
- Maniche
- Simão Sabrosa
- Cosmin Contra
- Daniel Prodan
- Rade Bogdanović
- Igor Dobrovolski
- Vladimir Jugović
- Mateja Kežman
- Vladan Lukić
- Zoran Njegus
- Milinko Pantić
- Veljko Paunović
- Jovan Stanković
- Djordje Tomić
- Quinton Fortune
- Avi Nimni
- Henry Carlsson
- Fernando Correa
- Gonzalo de los Santos
- Diego Forlán
- Richard Núñez
- Marcelo Sosa
- Abel Resino
- Adelardo Rodríguez
- Carlos Aguilera
- Antonio López
- Luis Aragonés
- Isacio Calleja
- José Luis Caminero
- José Luis Capón
- Antonio Cerrajero
- José Eulogio Gárate
- Andoni Goikoetxea
- Javier Irureta
- Miguel Jones
- José Mari
- Julio Alberto Moreno
- Julio Salinas
- Juan Manuel López
- Roberto López Ufarte
- Kiko
- Luis García
- Manolo Sánchez
- Marcos Alonso
- Mista
- José Francisco Molina
- Pablo Ibañez
- Joaquín Peiró
- Miguel Reina Santos
- Salva
- Sergi Barjuán
- Tomás Reñones
- Fernando Torres
- José Armando Ufarte
- Juan Carlos Valerón
- Raphaël Wicky

## Palmarès
|                           | Competició                                   | Títol | Anys campió                                                                                       |
| ------------------------- | -------------------------------------------- | ----- | ------------------------------------------------------------------------------------------------- |
|                           | Copa Intercontinental de futbol              | 1     | 1974/75                                                                                           |
| Recopa d'Europa de futbol | Recopa d'Europa de futbol                    | 1     | 1961/62                                                                                           |
|                           | Lliga Europa de la UEFA                      | 3     | 2009/10, 2011/12, 2017/18                                                                         |
| Supercopa d'Europa        | Supercopa d'Europa                           | 3     | 2010, 2012, 2018                                                                                  |
|                           | Copa Intertoto de la UEFA                    | 1     | 2007                                                                                              |
| Campionat de Lliga        | Lliga espanyola de futbol                    | 11    | 1939-40, 1940-41, 1949-50, 1950-51, 1965-66, 1969-70, 1972-73, 1976-77, 1995-96, 2013-14, 2020-21 |
| Copa del Rei              | Copa espanyola de futbol                     | 10    | 1960, 1961, 1965, 1972, 1976, 1985, 1991, 1992, 1996, 2013                                        |
| Supercopa d'Espanya       | Supercopa espanyola de futbol                | 2     | 1985, 2014                                                                                        |
| Copa                      | Copa Eva Duarte                              | 2     | 1940, 1951                                                                                        |
| Copa                      | Copa President Federació espanyola de futbol | 1     | 1947                                                                                              |
| Copa                      | Campionat Regional Centre                    | 4     | 1920/1921, 1924/1925, 1927/1928, 1939/1940                                                        |

### Trajectòria a les competicions internacionals
| ¹ Fase de grups. Equip eliminat millor posicionat en cas de classificació, equip classificat pitjor posicionat en cas d'eliminació. |               |               |               |               |               |               |               |               |                |                        |                       |                      |                       |              |                      |
| Copa Intercontinental / Mundial de Clubs                                                                                            |               |               |               |               |               |               |               |               |                |                        |                       |                      |                       |              |                      |
| Edició |               |               |               |               |               |               |               |               |                |                        |                       |                      | Quarts                | Semifinals   | Final / 3r lloc.     |
| 1974–75 |               |               |               |               |               |               |               |               |                |                        |                       |                      |                       |              | CA Independiente     |
| Supercopa d'Europa |               |               |               |               |               |               |               |               |                |                        |                       |                      |                       |              |                      |
| Edició |               |               |               |               |               |               |               |               |                |                        |                       |                      |                       |              | Final                |
| 2009–10 |               |               |               |               |               |               |               |               |                |                        |                       |                      |                       |              | Internazionale       |
| 2011–12 |               |               |               |               |               |               |               |               |                |                        |                       |                      |                       |              | Chelsea FC           |
| 2017–18 |               |               |               |               |               |               |               |               |                |                        |                       |                      |                       |              | R. Madrid            |
| Copa d'Europa / Lliga de Campions                                                                                                   |               |               |               |               |               |               |               |               |                |                        |                       |                      |                       |              |                      |
| Edició | Fases prèvies | Fases prèvies | Fases prèvies | Fases prèvies | Fases prèvies | Fases prèvies | Fases prèvies | Fases prèvies | Fases prèvies  | Fases prèvies          | Setzens               | Vuitens              | Quarts                | Semifinals   | Final                |
| 1958–59 |               |               |               |               |               |               |               |               |                |                        | Drumcondra            | CSKA Sofia           | Schalke               | R. Madrid    |                      |
| 1966–67 |               |               |               |               |               |               |               |               |                |                        | Malmö                 | FK Vojvodina         |                       |              |                      |
| 1970–71 |               |               |               |               |               |               |               |               |                |                        | A. Viena              | Cagliari Calcio      | L. Warsaw             | AFC Ajax     |                      |
| 1973–74 |               |               |               |               |               |               |               |               |                |                        | Galatasaray           | D. București         | Estrella Roja Belgrad | Celtic FC    | Bayern               |
| 1977–78 |               |               |               |               |               |               |               |               |                |                        | D. București          | FC Nantes            | Bruges                |              |                      |
| 1996–97 |               |               |               |               |               |               |               |               |                |                        |                       | W. Łódź ¹            | AFC Ajax              |              |                      |
| 2008–09 |               |               |               |               |               |               |               |               |                | Schalke                | O. Marseille ¹        | FC Porto             |                       |              |                      |
| 2009–10 |               |               |               |               |               |               |               |               |                | Panathinaikos FC       | FC Porto ¹            |                      |                       |              |                      |
| 2013–14 |               |               |               |               |               |               |               |               |                |                        | FC Porto ¹            | AC Milan             | FC Barcelona          | Chelsea FC   | R. Madrid            |
| 2014–15 |               |               |               |               |               |               |               |               |                |                        | Olympiakos FC ¹       | B. Leverkusen        | R. Madrid             |              |                      |
| 2015–16 |               |               |               |               |               |               |               |               |                |                        | Galatasaray ¹         | PSV                  | FC Barcelona          | Bayern       | R. Madrid            |
| 2016–17 |               |               |               |               |               |               |               |               |                |                        | Rostov ¹              | B. Leverkusen        | Leicester             | R. Madrid    |                      |
| 2017–18 |               |               |               |               |               |               |               |               |                |                        | Chelsea FC ¹          |                      |                       |              |                      |
| 2018–19 |               |               |               |               |               |               |               |               |                |                        | Bruges ¹              | Juventus FC          |                       |              |                      |
| 2019–20 |               |               |               |               |               |               |               |               |                |                        | B. Leverkusen ¹       | Liverpool FC         | RB Leipzig            |              |                      |
| 2020–21 |               |               |               |               |               |               |               |               |                |                        | RB Salzburg ¹         | Chelsea FC           |                       |              |                      |
| 2021–22 |               |               |               |               |               |               |               |               |                |                        | FC Porto ¹            | Manchester United FC | Manchester City FC    |              |                      |
| 2022–23 |               |               |               |               |               |               |               |               |                |                        | Bruges ¹              |                      |                       |              |                      |
| 2023–24 |               |               |               |               |               |               |               |               |                |                        | Feyenoord Rotterdam ¹ | Internazionale       | Borussia D.           |              |                      |
| 2024–25 |               |               |               |               |               |               |               |               |                | GNK Dinamo Zagreb ¹    |                       | R. Madrid            |                       |              |                      |
| Recopa d'Europa |               |               |               |               |               |               |               |               |                |                        |                       |                      |                       |              |                      |
| Edició | Fases prèvies | Fases prèvies | Fases prèvies | Fases prèvies | Fases prèvies | Fases prèvies | Fases prèvies | Fases prèvies | Fases prèvies  | Fases prèvies          | Setzens               | Vuitens              | Quarts                | Semifinals   | Final                |
| 1961–62 |               |               |               |               |               |               |               |               |                |                        | Sedan                 | Leicester            | W. Bremen             | Carl Zeiss   | ACF Fiorentina       |
| 1962–63 |               |               |               |               |               |               |               |               |                |                        |                       | Hibernians FC        | Botev                 | Nürnberg     | Tottenham Hotspur FC |
| 1965–66 |               |               |               |               |               |               |               |               |                |                        | Dinamo                | Universitatea Cl.    | Borussia D.           |              |                      |
| 1972–73 |               |               |               |               |               |               |               |               |                |                        | SC Bastia             | Spartak M.           |                       |              |                      |
| 1975–76 |               |               |               |               |               |               |               |               |                |                        | FC Basel              | Eintracht F.         |                       |              |                      |
| 1976–77 |               |               |               |               |               |               |               |               |                |                        | R. Wien               | H. Split             | L. Sofia              | Hamburger SV |                      |
| 1985–86 |               |               |               |               |               |               |               |               |                |                        | Celtic FC             | Bangor               | Estrella Roja Belgrad | B. Uerdingen | D. Kiev              |
| 1991–92 |               |               |               |               |               |               |               |               |                |                        | Fyllingen             | Manchester U.        | Bruges                |              |                      |
| 1992–93 |               |               |               |               |               |               |               |               |                |                        | Maribor               | Trabzonspor          | Olympiakos FC         | Parma        |                      |
| Copa de Fires/ Copa de la UEFA / Lliga Europa de la UEFA                                                                            |               |               |               |               |               |               |               |               |                |                        |                       |                      |                       |              |                      |
| Edició | Fases prèvies | Fases prèvies | Fases prèvies | Fases prèvies | Fases prèvies | Fases prèvies | Fases prèvies | Fases prèvies | Fases prèvies  | Fases prèvies          | Setzens               | Vuitens              | Quarts                | Semifinals   | Final                |
| 1963–64 |               |               |               |               |               |               |               |               |                |                        | FC Porto              | Juventus FC          |                       |              |                      |
| 1964–65 |               |               |               |               |               |               |               |               |                | Servette FC            | Shelbourne FC         | RFC Liège            |                       | Juventus FC  |                      |
| 1967–68 |               |               |               |               |               |               |               |               |                | Wiener SC              | Göztepe               |                      |                       |              |                      |
| 1968–69 |               |               |               |               |               |               |               |               |                | Waregem                |                       |                      |                       |              |                      |
| 1971–72 |               |               |               |               |               |               |               |               |                | Panionios GSS          |                       |                      |                       |              |                      |
| 1974–75 |               |               |               |               |               |               |               |               |                | KB                     | Derby County          |                      |                       |              |                      |
| 1979–80 |               |               |               |               |               |               |               |               |                | D. Dresden             |                       |                      |                       |              |                      |
| 1981–82 |               |               |               |               |               |               |               |               |                | Boavista FC            |                       |                      |                       |              |                      |
| 1983–84 |               |               |               |               |               |               |               |               |                | FC Groningen           |                       |                      |                       |              |                      |
| 1984–85 |               |               |               |               |               |               |               |               |                | FC Sion                |                       |                      |                       |              |                      |
| 1986–87 |               |               |               |               |               |               |               |               |                | W. Bremen              | Vitória G.            |                      |                       |              |                      |
| 1988–89 |               |               |               |               |               |               |               |               |                | FC Groningen           |                       |                      |                       |              |                      |
| 1989–90 |               |               |               |               |               |               |               |               |                | ACF Fiorentina         |                       |                      |                       |              |                      |
| 1990–91 |               |               |               |               |               |               |               |               |                | P. Timișoara           |                       |                      |                       |              |                      |
| 1993–94 |               |               |               |               |               |               |               |               |                | Hearts                 | OFI                   |                      |                       |              |                      |
| 1997–98 |               |               |               |               |               |               |               |               |                | Leicester              | PAOK Salònica FC      | C. Zagreb            | Aston Villa FC        | SS Lazio     |                      |
| 1998–99 |               |               |               |               |               |               |               |               |                | Obilic                 | CSKA                  | Reial Societat       | AS Roma               | Parma        |                      |
| 1999-00 |               |               |               |               |               |               |               |               | MKE Ankaragücü | Amica                  | VfL Wolfsburg         | RC Lens              |                       |              |                      |
| 2007–08 |               |               |               |               |               |               |               | FK Vojvodina  | Erciyesspor    | FC Copenhagen ¹        | Bolton                |                      |                       |              |                      |
| 2009–10 |               |               |               |               |               |               |               |               |                |                        | Galatasaray           | Sporting CP          | València CF           | Liverpool FC | Fulham FC            |
| 2010–11 |               |               |               |               |               |               |               |               |                | Aris ¹                 |                       |                      |                       |              |                      |
| 2011–12 |               |               |               |               |               |               |               | Strømsgodset  | Vitória G.     | Celtic FC ¹            | SS Lazio              | Beşiktaş JK          | Hannover              | València CF  | Athletic Club        |
| 2012–13 |               |               |               |               |               |               |               |               |                | Académica de Coimbra ¹ | Rubin Kazan           |                      |                       |              |                      |
| 2017–18 |               |               |               |               |               |               |               |               |                |                        | FC Copenhagen         | L. Moscow            | Sporting CP           | Arsenal FC   | O. Marseille         |
| Copa Intertoto |               |               |               |               |               |               |               |               |                |                        |                       |                      |                       |              |                      |
| Edició |               |               |               |               |               |               |               |               |                |                        | Setzens               | Vuitens              | Quarts                | Semifinals   | Final                |
| 2004–05 |               |               |               |               |               |               |               |               |                |                        |                       |                      | T. Zlín               | OFK Beograd  | Vila-Real            |
| 2007–08 |               |               |               |               |               |               |               |               |                |                        |                       |                      |                       |              | G. Bistrița          |